# Cinara maghrebica
Cinara maghrebica är en insektsart som beskrevs av Mimeur 1934. Cinara maghrebica ingår i släktet Cinara och familjen långrörsbladlöss.

## Underarter
Arten delas in i följande underarter:
- C. m. garganica
- C. m. maghrebica